# Arguilers (Toralla)
Arguilers és una partida en part formada per camps de conreu del terme municipal de Conca de Dalt, a l'antic terme de Toralla i Serradell, al Pallars Jussà, en territori que havia estat del poble de Toralla.
Està situat a l'esquerra de la llau de Sant Salvador, a ponent de la Llania, al nord-oest de Seix Curt i al nord de Figuerols, a prop i al sud-oest de Toralla.